# Bartosz Sikora
Bartosz Sikora (ur. 16 grudnia 1975 w Gdyni) – polski pływak, olimpijczyk z Atlanty 1996.
Zawodnik specjalizujący się w stylu grzbietowym. W trakcie kariery sportowej reprezentował klub Flota Gdynia (lata 1983-1998), oraz amerykańskie kluby Mission Viejo Nadadores (lata 1993−1994) oraz University of California (lata 1994–1998). Mistrz Europy Juniorów w wyścigu na 200 m stylem grzbietowym w roku 1992.
Mistrz Polski w wyścigu na 100 m stylem grzbietowym w roku 1993 i w wyścigu na 200 m stylem grzbietowym w latach 1993, 1995, 1996. Wielokrotny rekordzista Polski zarówno na basenie 25-metrowym jak i 50-metrowym.
Finalista mistrzostw świata w Perth (1998) – 7. miejsce w wyścigu na 200 m stylem grzbietowym oraz mistrzostw świata w Rio de Janeiro (basen 25 m) – 7. miejsce na 200 m stylem grzbietowym.
Finalista mistrzostw Europy w: Sheffield (1993) – 6. miejsce w wyścigu na 200 m stylem grzbietowym i Sevilli (1997) – 8. miejsce w wyścigu na 200 m stylem grzbietowym, 5. miejsce w sztafecie 4 x 200 m stylem zmiennym.
Na igrzyskach w Atlancie wystartował w wyścigu na 200 m stylem dowolnym, zajmując 36. miejsce oraz na 200 m stylem grzbietowym, zajmując 4. miejsce.
Karierę sportową zakończył w 1998 w wyniku nabytej astmy.

## Rekordy życiowe

### Basen 25-metrowy
- 1500 m stylem dowolnym - 15.22,48 uzyskany 6 listopada 1993 roku w Los Angeles,
- 50 m stylem grzbietowym - 26,11 uzyskany 31 marca 1995 roku w Lesznie,
- 100 m stylem grzbietowym - 54,18 uzyskany 3 grudnia 1998 roku w College Station,
- 200 m stylem grzbietowym - 1.55,77 uzyskany 2 grudnia 1998 roku w College  Station,
- 200 m stylem motylkowym - 2.01,38 uzyskany 4 grudnia 1993 roku w Ann Arbor,
- 200 m stylem zmiennym - 2.03,44 uzyskany 4 grudnia 1998 roku w College Station,
- 400 m stylem zmiennym - 4.17,67 uzyskany 2 grudnia 1998 roku w College Station.

### Basen 50-metrowy
- 50 m stylem grzbietowym – 27,18 uzyskany 2 sierpnia 1996 roku w Puławach
- 100 m stylem grzbietowym – 57,04 uzyskany 15 stycznia 1998 roku w Perth,
- 200 m stylem grzbietowym - 2.00,05 uzyskany 30 lipca 1996 roku w Atlancie,
- 200 m stylem motylkowym – 2.03,78 uzyskany 28 lipca 1995 roku w Oświęcimiu,
- 200 m stylem zmiennym – 2.07,77 uzyskany 5 kwietnia 1998 roku w Minneapolis,
- 400 m stylem zmiennym – 4.31,71 uzyskany 3 kwietnia 1998 roku w Minneapolis.